# Ivan Komárek
Ivan Komárek (* 24. prosince 1956 Praha) je český malíř a grafik. Zabývá se také tvorbou objektů, keramickou plastikou a realizacemi v architektuře (malba na zeď, keramické obklady), ilustracím a užité tvorbě.

## Život
Pochází z rodiny diplomata, který během studií práv soukromě navštěvoval přednášky na VŠUP a spřátelil se s umělci. K rodinným přátelům patřili Otakar Kubín a Jan Bauch. Ivan Komárek studoval v letech 1972-1976 na Střední odborná škole výtvarné v Praze, ale škola v době normalizačního režimu neměla kvalitní pedagogy a nesplnila jeho očekávání. Proto v posledních dvou letech studia navštěvoval Jana Baucha a učil se u něj soukromě malbě i historii umění.
Od roku 1976 pokračoval ve studiu na Akademii výtvarných umění v Praze, nejprve v kreslířské přípravce prof. Václava Pospíšila a později v malířské speciálce prof. Jana Smetany. Po celou dobu studia docházel na večerní kreslení podle aktu, které vedl asistent Václav Turek. Studia ukončil roku 1982 sérií čtrnácti portrétů v životní velikosti, technikou olejomalby na plátně.
Během studia hledal možnost kreslit model v pohybu a navštívil tělocvičnu boxgymnastiky. Nakonec se sám zapojil do boxerských tréninků a stal se spoluzakladatelem skupiny boxujících umělců Boxart, iniciované Jiřím Sozanským. Skupina požádala o registraci SČVU a od roku 1989 několikrát společně vystavovala. Oficiálně zanikla roku 2006, ale neformálně se i nadále schází k tréninkům. Ivan Komárek poprvé vystavoval na společných výstavách mladých výtvarníků v roce 1987 (Galerie mladých u Řečických, Rockfest) a na neoficiální výstavě Konfrontace VI (vnitroblok ve Vysočanech). Žije a pracuje v Praze a v Kladně.

## Dílo
Pro Komárka je lidské tělo nevyčerpatelným inspiračním zdrojem, laboratoří jeho myšlenkových postupů a motivační silou smyslnosti a sexuality. Při intuitivním tvůrčím zkoumání se zabývá samými základy lidských pocitů a vztahů a vymaňuje se z předem určených formálních nebo obsahových konvencí. Ve své přímočaré a neukojitelné zvědavosti odbourává pokrytecké hodnoty odcizené postindustriální společnosti.

### Kresba a malba
V Komárkově malbě je dominantní přísný kompoziční řád založený na důsledném vyvažování, lineární perspektiva, z níž se vymyká figurativní složka a celkově až brutální a k divákovi bezohledný styl. Jeho snadno rozpoznatelný malířský rukopis se ustálil poměrně záhy a vyznačuje se vysokou mírou stylizace vzhledu i proporcí nahého lidského těla, redukcí popisnosti i tíhnutím k monumentalitě. Je pro něj příznačná ostrá obrysová linie a expresivně akcentované, často naturalistické detaily vnějších pohlavních znaků nebo ochlupení. Na člověka pohlíží primárně jako na sexuálně orientovanou a instinktivní bytost, jejíž emocionální složka existence je potlačena. Kompozice jeho neveselých groteskních situací s netlumenými projevy sexuality naznačuje konflikt, ale bez hlubších existenciálních významů. Některé malby atakují vžité představy o společensky přijatelném jednání a lze je připustit pouze jako projev umělecké licence.
Tematickým protějškem figurálních maleb jsou Komárkovy abstraktní, často ornamentální kompozice nastolující řád, ve kterých využívá výrazového potenciálu barvy. Pracuje s jasnými nelomenými tóny i s jemnými a tlumenými barvami nanášenými bez modelace a prostorového účinku dociluje stínováním.
Ivan Komárek je vědomě zakotven v umělecké tradici a má potřebu své umění poměřovat s díly minulosti. Takto vznikl jeho cyklus parafrází Heemskerckovy kresby, který vystavil pod názvem Pocta manýrismu roku 1997, souběžně s výstavou rudolfinského umění. Podobně a ještě volněji pracuje s podněty kubismu či antiky nebo navazuje na díla svých oblíbených autorů, jako Picasso, Matisse, Léger, Filla, Zrzavý nebo Čapek.
Kresba je pro Ivana Komárka každodenní potřebou a přípravnou prací pro větší formáty malby. Z kreseb sestavuje také vázané vzorníky nebo je koncipuje jako autorské knihy.

### Grafika a koláže
Jako doplněk kreseb užívá Ivan Komárek nejčastěji techniku litografie, ale zabývá se i serigrafií. Koláže většinou sestavuje z figur vystřižených z barevných a ručních papírů nebo tvoří barevné kompozice z nejrůznějších materiálů za pomoci kancelářských svorek.

### Sochy, asambláže a reliéfy
Robustní Komárkova povaha se v tvorbě nespokojila pouze s malbou a kresbou a od počátku 90. let autor využívá i nemalířských materiálů, jako písek, textil, kov nebo plast a vytváří reliéfy nebo samostatné sochy. Nejprve figury vyřezával ze sololitu a lepil na podložku, ale brzy je nahradil odlitky z umělé pryskyřice. Tyto reliéfní kompozice pak dotvářel barvou, vkládal do nich různé předměty, nebo odebíral část podložky. V letech 2004-2006 užíval sádru k vytvoření mělkého reliéfu na plátně, ve kterém vyryl kresbu a pak povrch dokončil akrylovými barvami. K technice škrábané kresby se vrátil roku 2009 a pro podklad zvolil barevnou akrylátovou barvu Denascoat.
Některé sochy modeluje v šamotové hlíně a glazuje, jiné odlévá do epoxidové pryskyřice. Jeho plně plastická instalace Zvěstování (1994) se stala objektem cenzury, když měla být podruhé vystavena v rámci projektu Barok a dnešek v odsvěceném kostele Nanebevzetí Panny Marie v Litoměřicích (2005).

### Netradiční materiály
V letech 1997-1998 experimentoval s malbou akrylem na velkých deskách z pěnového polystyrenu. Měkký materiál zároveň poskytl možnost část malby zahloubit jako reliéf. V následujícím období (1998-2000) použil jako podklad pro malbu transparentní desky plexiskla a pro docílení větší prostorové hloubky někdy skládal obrazy ze dvou vrstev.
Komárek si uvědomuje, že počínaje provokujícími díly dadaismu, může být v umění užito prakticky cokoli. Soustavně zkoumá výtvarný potenciál materiálů, které zdánlivě neobsahují žádné estetické hodnoty a nejsou určeny k umělecké činnosti. Pro výstavu v Ostravě vytvořil v letech 2001-2004 malby průmyslovými barvami na černé střešní lepence IPA, tedy na průmyslovém materiálu, který svou barvou toto město symbolizuje. Stejný materiál použil později i pro projekt Koloseum ve výstavní síni Mánes (2008). Černý podklad využil pro kresby volně inspirované stylizovanými lidskými postavami z řeckých váz (Mužská a ženská štafeta, 1 x 12 m, 2002).
Jako materiál, který poskytuje příležitost k odlehčené výtvarné hře, využil v letech 1992-2010 různobarevné polystyrénové tácky nebo obaly z lisované papírové hmoty ze supermarketu. Jejich vyřezáváním, prořezáváním, lepením a pokreslením vytvořil množství drobných reliéfních asambláží většinou s figurálními náměty nebo květinami.
Roku 2003 zhotovil raznice pro soubor reliéfů v hliníkovém plechu, užívaném na výrobu poznávacích značek aut. V reliéfu byla za tepla vyznačena černá kontura a plochy byly vylepeny reflexní barevnou fólií. Z tenkých desek transparentního plastu, z jakého se vyrábějí pravítka, vyřezal s pomocí laseru soubor figur mužských a ženských postav nebo negativní kresby.

### Užité umění
Ivan Komárek zdobí malbou keramické mísy, porcelánové nádobí a kamnové kachle. Roku 2002 byly vystaveny na veletrhu Art and Interior jeho malby na akrylových vanách a na keramických dlaždicích. Moravská gobelínová manufaktura realizovala podle jeho návrhů tři gobelíny.

### Realizace v architektuře
V 90. letech vytvořil nástěnné a nástropní malby, z nichž některé byly součástí výstavního projektu určeného jen pro vymezenou dobu (Vykresleno, 1995, malba křídami na zeď, Galerié Béhemot). Zachovala se část výzdoby prodejny Popron a nástěnné malby v nemocnici v Liberci a firmě Aquacomp Hard v Ledči nad Sázavou. Pro pražský hotel Libuše navrhl stěnu a barový pult z glazovaných dlaždic.
Ve veterinární klinice v Hochmoru v Německu vytvořil dvě nástěnné malby koní, z nichž jedna, určená pro rentgenové pracoviště, obsahuje fluorescenční barvivo, které při užití UV trubic září. Jiná nástěnná malba (2006), určená pro koupelnu v soukromém bytě, obsahuje hydrofobní barvivo. Pro soukromé objednatele zhotovil také malby na skleněných dveřích v interiéru (2004, 2005).
Roku 2000 navrhl pro soukromou vilu fasádní prvky a spolu s keramikem Františkem Švancarem mužskou a ženskou figuru jako karyatidy, sestavené z pálené a glazované šamotové hlíny. Monumentální mnohonásobně zvětšené lidské srdce, modelované podle anatomického modelu a odlité do pryskyřice, bylo určeno pro výstavu Práce s tělem (Mánes, 2000) a později instalováno v budově Institutu klinické a experimentální medicíny v Praze.

### Účast na výtvarných sympoziích
- 1993 IV. mezinárodní sympozium Odkryté prostory, Výmar, zámek Eltenburg
- 1994 Otevřený dialog II, kostel Zvěstování Panny Marie, Litoměřice
- 1996 Otevřený dialog III, kostel Zvěstování Panny Marie, Litoměřice
- 2000 Artkontakt, mezinárodní malířský workshop, Karlovy Vary
- 2001 Workshop serigrafie, Katedra výtvarné výchovy Ostravské univerzity
- 2008 Smaltart Vítkovice
- 2009 Olšany Open

### Zastoupení ve sbírkách
- Národní galerie v Praze
- Galerie středočeského kraje
- Galerie výtvarného umění v Ostravě
- Galerie výtvarného umění ve Zlíně
- Katedra výtvarné tvorby Ostravské univerzity
- Pražská plynárenská, Praha
- Galerie Klatovy – Klenová

### Výstavy

#### Autorské (výběr)
- 1986 Ivan Komárek, Kulturní středisko Blatiny, Praha
- 1989 Ivan Komárek: Obrazy, kresby, Galerie mladých, U Řečických, Praha
- 1991 Ivan Komárek: Obrazy a kresby, Galerie Litera, Praha
- 1992 Ivan Komárek, Galerie Nová síň, Praha
- 1993 Ivan Komárek: Malé kresby, Středoevropská galerie a nakladatelství, Praha
- 1993/1994 Ivan Komárek: malé - VELKÉ, Galerie Via Art, Praha
- 1994 Ivan Komárek, Galerie Ve dvoře, Veselí nad Moravou
- 1994 Ivan Komárek: Zvěstování, Galerie Litera, Praha
- 1995 Ivan Komárek: Pocta manýrismu, Galerie Via Art, Praha
- 1995 Ivan Komárek: Grandi disegni, Arti del nostro secolo, Luciano Colantonio, Brescia
- 1995 Ivan Komárek, Galerie Němec, Praha
- 1996 Ivan Komárek: Shrnutí, Galerie Litera, Praha
- 1997 Ivan Komárek: Pocta manýrismu, České muzeum výtvarných umění, Praha, Galerie moderního umění v Hradci Králové
- 1998 Ivan Komárek: Polystyrény 1997 / Polystyrenes 1997, Dejvická galerie Vincence Kramáře, Praha
- 1999 Ivan Komárek: (Ne)jasná řeč těla, Galerie výtvarného umění v Hodoníně
- 1999 Ivan Komárek: Plexi, Galerie Millennium, Praha
- 1999/2000 Ivan Komárek: (Ne)jasná řeč těla, Galerie a kavárna U kamene, Cheb
- 2000 Ivan Komárek: 2000, Galerie Litera, Praha
- 2001 Ivan Komárek: Černá série, Galerie Magna, Ostrava
- 2002 Ivan Komárek: Černá série, Galerie Millennium, Praha
- 2005 Ivan Komárek, Galerie Na půdě, Vrchlabí
- 2006 Ivan Komárek: Naše modrá planeta, Galerie Vltavín, Praha
- 2007 Ivan Komárek, Galerie Magna, Ostrava
- 2007 Ivan Komárek: Depozitář / Depository, Galerie Millennium, Praha
- 2007 Ivan Komárek: Nové věci, ArtPro - Galerie české plastiky / Artpro Gallery, Praha
- 2007 Ivan Komárek: Mezi těly, Severočeská galerie výtvarného umění v Litoměřicích
- 2009 Ivan Komárek: Mensch und Pferd, Tierklinik Hochmoor, Hochmoor
- 2010 Ivan Komárek: Body search, Mánes, Praha
- 2010 Ivan Komárek: Body search II, Galerie Vltavín, Praha
- 2011 Ivan Komárek: Na hmat, Galerie U Bílého jednorožce, Klatovy
- 2012 Ivan Komárek: Hlava na hlavě, Galerie Dolmen, Praha
- 2013 Ivan Komárek: Zákresky (vizuální knihy 1998-2012), Polička/Shelf, DOX Praha
- 2013/2014 Glued nude koláže Ivana Komárka, Rabasova galerie Rakovník
- 2015 Ivan Komárek: Siločáry, Galerie Templ, Mladá Boleslav
- 2017 Ivan Komárek: Vrcholy, Galerie Mona Lisa, Olomouc
- 2018 Ivan Komárek: Snář bdělé skutečnosti, Galerie Vltavín, Praha

### Monografie
- Jana Komárková, Pavlína Klazarová (eds.), Ivan Komárek, Galerie Dolmen, Galerie Vltavín, Praha 2010, ISBN 978-80-87303-10-8
- Petr Volf, Ivan Komárek - Obrazy z let 1986-2003, edice Album, BB ART Praha, ISBN 9788073412418

### Ostatní
- Jiří Machalický, Česká koláž. Sbírka pražské plynárenské, Gallery (Jar. Kořán), Praha 2005
- Tomáš Lexa (ed.), České ateliéry (71 umělců současnosti), Art CZ, Praha 2005
- Typický obraz: Česká malba na počátku 21. století, Art CZ, v.o.s., Praha 2002
- Anna Janištinová Jirková, Ivan Komárek, Jiří Sozanský, Práce s tělem - trojí verze zápasu, Mánes, Praha 2000
- Eros v evropské grafice v průběhu století, SČUG Hollar, Praha 1999, str. 148, 149
- Collage, Středoevropská galerie a nakladatelství, Praha 1994
- Simeona Hošková: Česká grafika, in: Grafika (Obrazová encyklopedie české grafiky osmdesátých let), Středoevropská galerie a nakladatelství, Praha 1993, str. 6, 7